# Wrocław
Wrocław (uttal: /'vrɔʦwaf/ (fil), ung."vråtts-oaff"), även känt som Breslau på tyska och i äldre svenska texter, är en storstad i sydvästra Polen och huvudstad i Nedre Schlesiens vojvodskap.
Wrocław är Polens fjärde största stad och hade 633 105 kommuninvånare år 2014, på en yta av 293 km². Staden är universitetsstad och säte för Wrocławs universitet, och är ett viktigt industri-, utbildnings- och kulturcentrum i sydvästra Polen. Stadens Johanneskatedral är säte för Wrocławs ärkestift inom den romersk-katolska kyrkan.
Som den historiska huvudstaden i landskapen Schlesien och Nedre Schlesien tillhörde staden först de schlesisk-polska hertigarna av huset Piast, därefter Kungariket Böhmen, Habsburgmonarkin från 1526 till 1742, sedan kungadömet Preussen och som del av detta från 1871 även Tyskland. Staden var under den preussiska epoken fram till 1945 huvudsakligen känd under sitt tyska namn Breslau, som den även hette på svenska. Här finns sedan 1877 ett svenskt honorärkonsulat (som dock var nedlagt åren 1945-98). Efter andra världskrigets slut tillföll staden Folkrepubliken Polen och är sedan dess känd under den polska namnformen Wrocław.
Staden utnämndes till europeisk kulturhuvudstad 2016 tillsammans med San Sebastián.

## Geografi

### Geografiskt läge
Staden Wrocław är belägen vid floden Oder (polska: Odra), i flodens dalgång på det schlesiska låglandet, i det område där de fyra bifloderna Oława, Widawa, Bystrzyca och Ślęza rinner ut i Oder. Norr om floddalen ligger Trzebnickiehöjderna och söder om floddalen ligger bergskedjan Sudeterna. De många floderna och kanalerna i staden gör att stadens bebyggelse är fördelad på sammanlagt tolv öar, sammanbundna av över hundra broar.

### Administrativ indelning

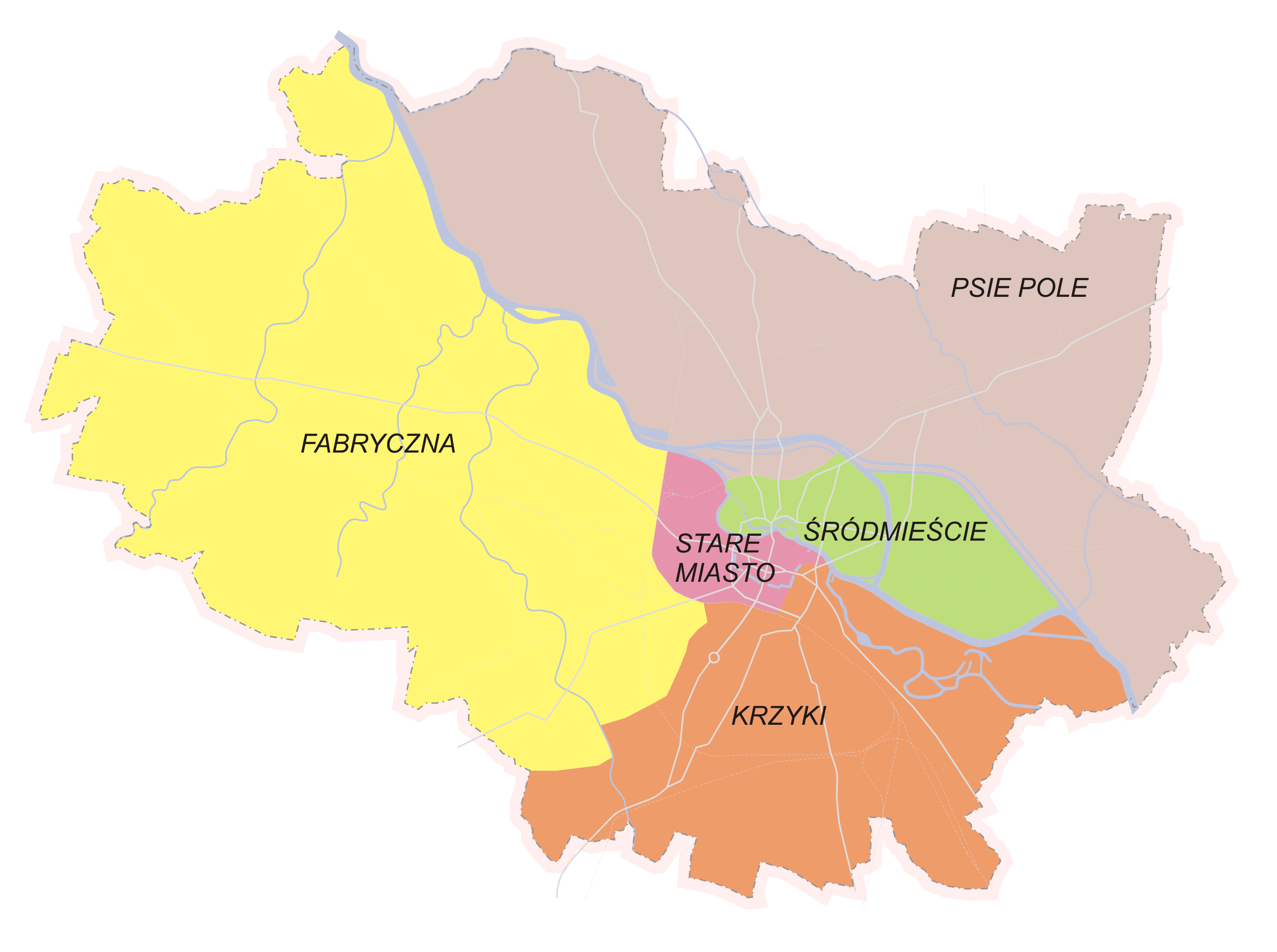
Stadsdistrikt

Staden indelas i fem stadsdistrikt (była dzielnica) som i sin tur underindelas i stadsdelar (osiedle).
| Stadsdistrikt                | Yta (km²) | Invånare 30 juni 2008 |
| ---------------------------- | --------- | --------------------- |
| Stare Miasto (Gamla staden)  | 6,8       | 54 884                |
| Śródmieście (Innerstaden)    | 16,0      | 122 647               |
| Psie Pole                    | 97,7      | 92 904                |
| Krzyki                       | 54,3      | 165 592               |
| Fabryczna (Fabrikskvarteret) | 118,9     | 196 776               |

## Historia

### Förhistoria
De äldsta spåren av bosättningar dateras till för 30 000 år sedan (arkeologiska utgrävningar 1996 i förorten Krzyki). Då staden är belägen vid två uråldriga handelsvägar mellan Västeuropa och Svarta havet respektive mellan Östersjön och Donaudeltat, var det naturligt att detta dussin öar med färje- och fiskeläge så småningom utvecklades till en ö-stad. Redan vid 1500 f.Kr. var dessa handelsvägar väletablerade för salt- och bärnstenshandel. I Wroclaw korsades två stora handelsvägar - Via Regia och Bärnstensvägen. Under det första årtusendet e.Kr. pågick en form av folkvandring och slaviska, germanska stammar dominerade området.

### Biskopssäte och huvudstad i hertigdömet Schlesien 900-1327
Stadens tidigaste historia är tämligen okänd, men den nämns som nyetablerat biskopssäte under namnet Wrotizlava i Thietmar av Merseburgs krönika kring år 1000, och lydde under det polska ärkestiftet i Gniezno. Namnet syftar troligen på en lokal härskare, antingen en lokal slavisk härskare i Schlesien eller hertigen Vratislav I av Böhmen (död 921), som styrde området under början av 900-talet. På tyska omnämns staden i de äldsta tyska källorna som Prezla, vilket senare blev till Bressla, Presslau och i modern tyska Breslau. Staden äldsta delar låg på öarna Sandön, Domkyrkoön, Burgerwerder med flera, nordost om den nuvarande gamla staden, som under äldre medeltiden underlättade övergången av Oder för de tyska och slaviska köpmännen.  När handelsplatsen växte på 1100- och 1200-talen uppstod en ny stadskärna på de sydväst om öarna liggande, av Oława kringflutna området som idag är den "Gamla staden". Staden blev 1163 huvudstad i Hertigdömet Schlesien under hertigarna av den schlesiska grenen av huset Piast, och förstördes 1241 av en mongolisk armé. Hertigarna av Schlesiens residensslott låg på domkyrkoön under huset Piasts styre.

### Kungariket Böhmen och huset Habsburg 1327-1742

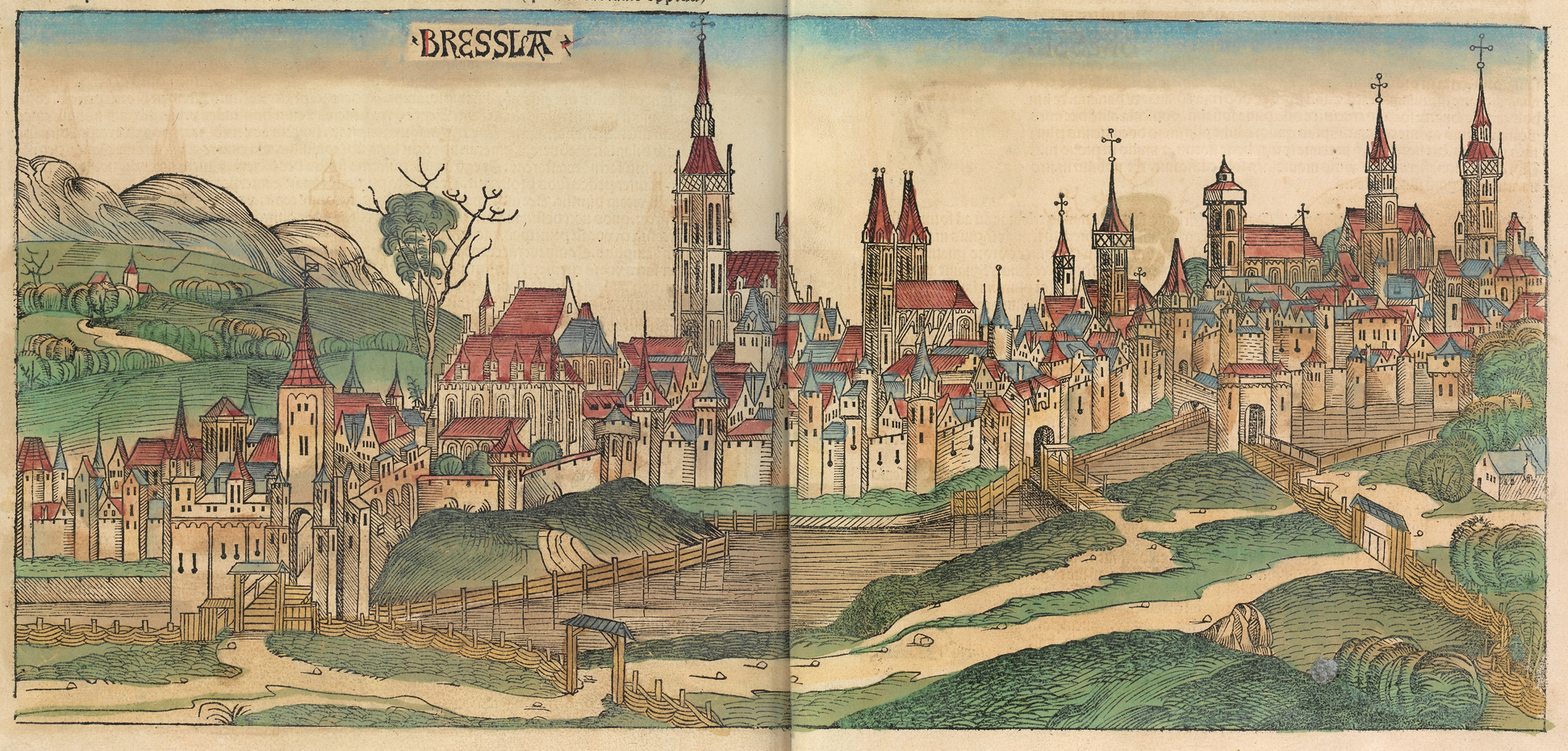
Breslau i Nürnbergkrönikan 1493

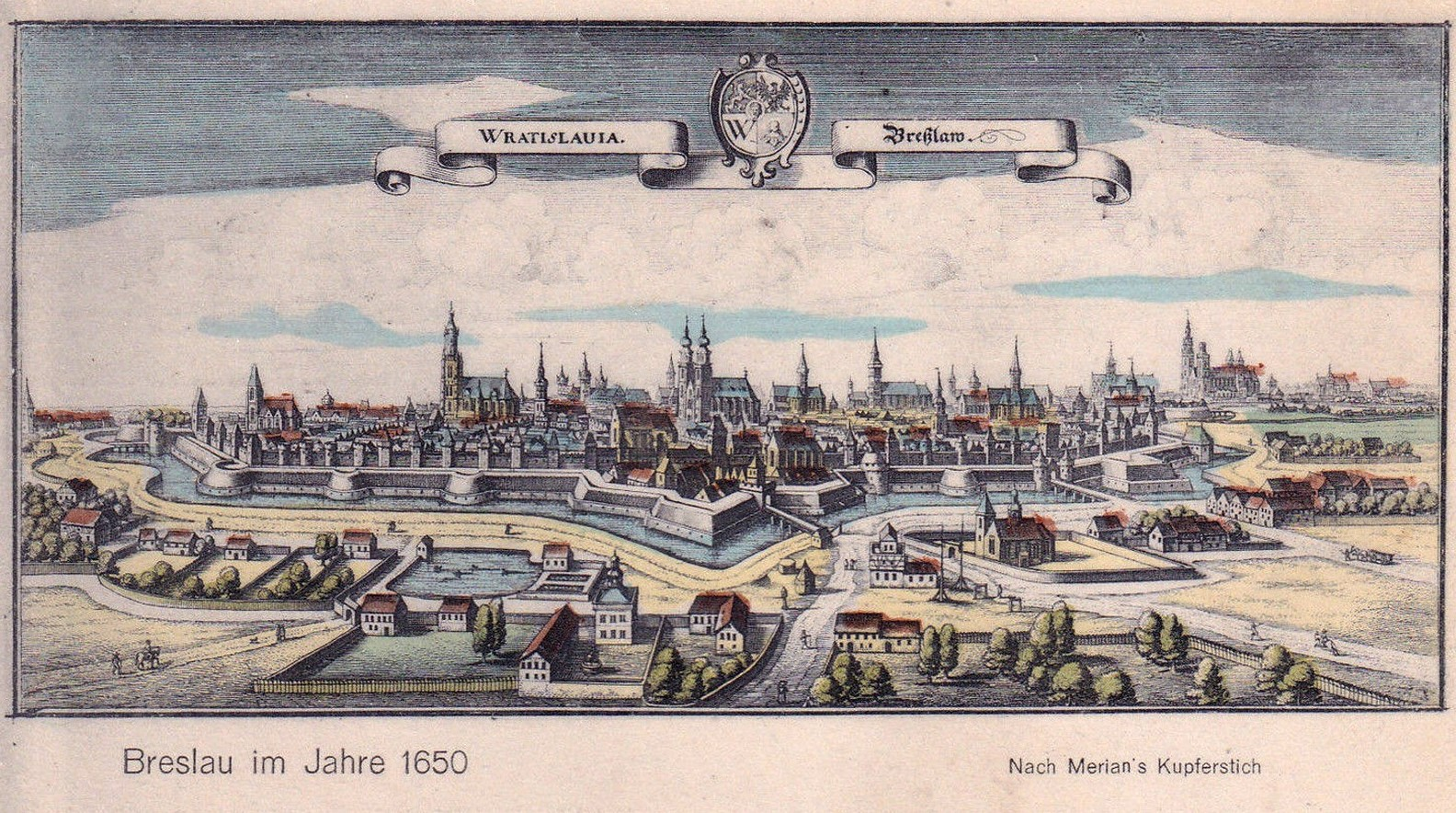
Vy över staden, 1600-tal

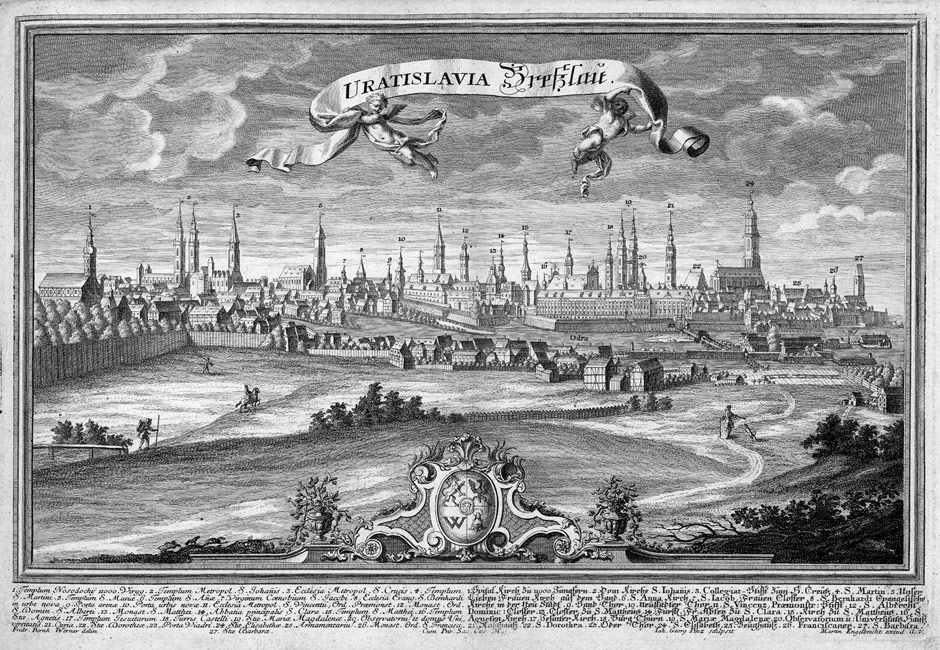
Breslau 1736

De politiska banden till det polska senioratet försvagades under 1200-talet. Staden och hertigdömet blev 1327 del av Kungariket Böhmen genom att erkänna kung Johan den blinde som länsherre, och i ett fredsfördrag 1335 avstod kung Kasimir III av Polen också formellt från sina anspråk på Schlesien. Under kejsar Karl IV uppfördes ett nytt residensslott i den gamla staden på den plats där universitetet ligger idag.
Böhmen och Schlesien blev 1526 del av den Habsburgska monarkin. Invånarna övergick 1523 till protestantismen och under habsburgskt styre hade staden betydande självständiga rättigheter. År 1702 grundades stadens universitet, då kallat Leopoldinauniversitetet, som ursprungligen hade en motreformatorisk jesuitisk inriktning. Efter Schlesiska krigen 1740-1763 avträdde Maria Teresia av Österrike Schlesien till Preussen.

### Preussen och Tyska kejsardömet 1742-1918
Under den preussiske kungen Fredrik II "den store" uppfördes det nya kungliga palatset i södra utkanten av gamla staden, där också de nya regeringsbyggnaderna, hovkyrkan och teaterhuset (nuvarande operan) uppfördes under 1700-talet. Genom de administrativa reformerna efter Wienkongressen blev Breslau från 1815 huvudstad i den preussiska provinsen Schlesien. Då det Tyska riket uppstod 1871 blev staden en del av Tyskland och var där huvudort i Regierungsbezirk Breslau och provinsen Schlesien.
De av floden Oława bildade gamla vallgravarna fylldes igen först 1866, men den gamla ringmuren och övriga befästningar revs redan 1807-13. Under 1800-talets industrialisering växte staden fort, med nya stadsdelar omkring stadskärnan och ett omfattande järnvägsnät. Under perioden 1903-1910 fanns det ett svenskt konsulat i Breslau

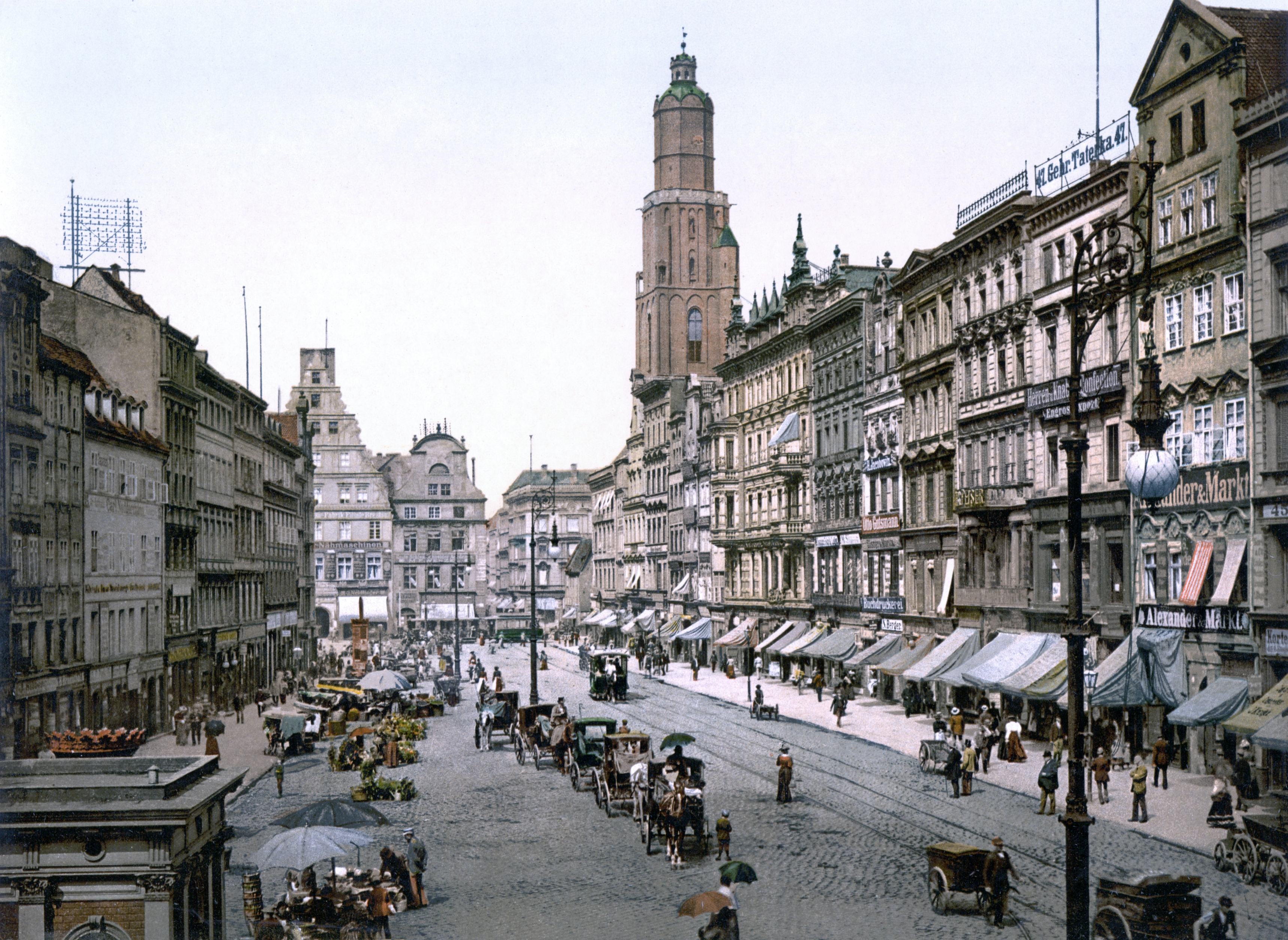
1900

### Efter första världskriget
Eftersom befolkningen i större delen av provinsen Schlesien till övervägande del var tyskar förblev Breslau med omnejd en del av Tyskland efter första världskriget som huvudstad i provinsen Niederschlesien. Staden omfattades alltså inte av Wilsondoktrinens 13:e punkt efter första världskriget, ej heller av det slutliga Versaillesfördraget 1919, vilka möjliggjorde upprättandet av Andra polska republiken. Omedelbart före andra världskriget var Breslau Tysklands fjärde största stad jämsides med Köln. Invånarantalet uppgick 1933 till 625 198 invånare . Större tyska städer var endast Berlin, Hamburg och München. Breslau är därmed den största stad Tyskland förlorat i samband med världskrigen.

### Andra världskrigets slut
Under andra världskriget utsattes staden för brittiska och amerikanska bombanfall, men eftersom avståndet från flygplatserna i sydöstra England var förhållandevis långt, var staden inte lika ödelagd som många andra tyska städer. Men under den sovjetiska slutoffensiven mot Berlin (som startade den 14/1-1945) blev staden belägrad av Röda armén. Staden förklarades då av nazisterna som Festung (fästning) och skulle stå emot Röda Arméns offensiv och köpa tid för försvaret av centrala Tyskland. Det resulterade i att staden med sina 200 000 invånare (som fanns kvar, merparten hade hunnit fly undan röda arméns framfart vintern 1945) blev inringad i mitten av februari 1945. Den slutgiltiga kapitulationen skedde 6 maj 1945. Efter kapitulationen och efter Röda Arméns grova plundring och nedbränning var staden förstörd till 70 procent.

#### Fördrivningen av den tyska befolkningen 1946-47
De flesta kvarvarande tyskarna deporterades av Sovjetunionen från och med 6 juli 1945 till väster om floderna Oder och Neisse (till den sovjetiska ockupationszonen av Tysklands nya gränser). Efter Potsdamkonferensen blev Breslau och nära nog hela Schlesien anslutet till Polen, endast ett mycket litet område i nedre Schlesien kring staden Görlitz återstod som tyskt territorium. Breslau fick namnet Wrocław, och Nedre Schlesien blev landskapet Dolny Śląsk.

### Wrocławs återuppbyggnad
Direkt efter kriget kunde den sargade industrin endast anställa 30 000 arbetare. Under sexårsplanen 1950-56 fokuserade man på att rekonstruera industrin och skapade i Wrocław ett av Polens industriella centra för lättare industri. Under 1950- och i början på 1960-talet var bombade husruiner i stadskärnan fortfarande en vanlig syn. Under 1960/70-talet var tillverknings- och metallindustrin den största arbetsgivaren (29%), följd av livsmedel- och byggmaterialindustrierna.
Efter år av stagnation och politisk oro föll kommunismen 1989 och efter Tysklands återförening bekräftades Wrocławs ställning som polsk stad i Två plus fyra-fördraget. Den återinförda marknadsekonomin gick hårt åt många olönsamma och omoderna företag i staden, med nedläggning eller uppsägningar som följd. Inför och i samband med Polens inträde i EU gjordes stora utländska investeringar och uppköp i regionen för att tillvarata den billiga arbetskraften.
Staden har universitet sedan 1702, då kejsar Leopold I:s Jesuitkollegium grundades, och efter 1811 som sekulärt universitet. Staden fick 1910 teknisk högskola och 1929 blev Breslau ärkebiskopssäte. Under den polska tiden, efter 1945-46, är Wrocław fortfarande ärkebiskopssäte.

## Kultur
- Wrocławs opera
- Witold Lutosławski-filharmonin

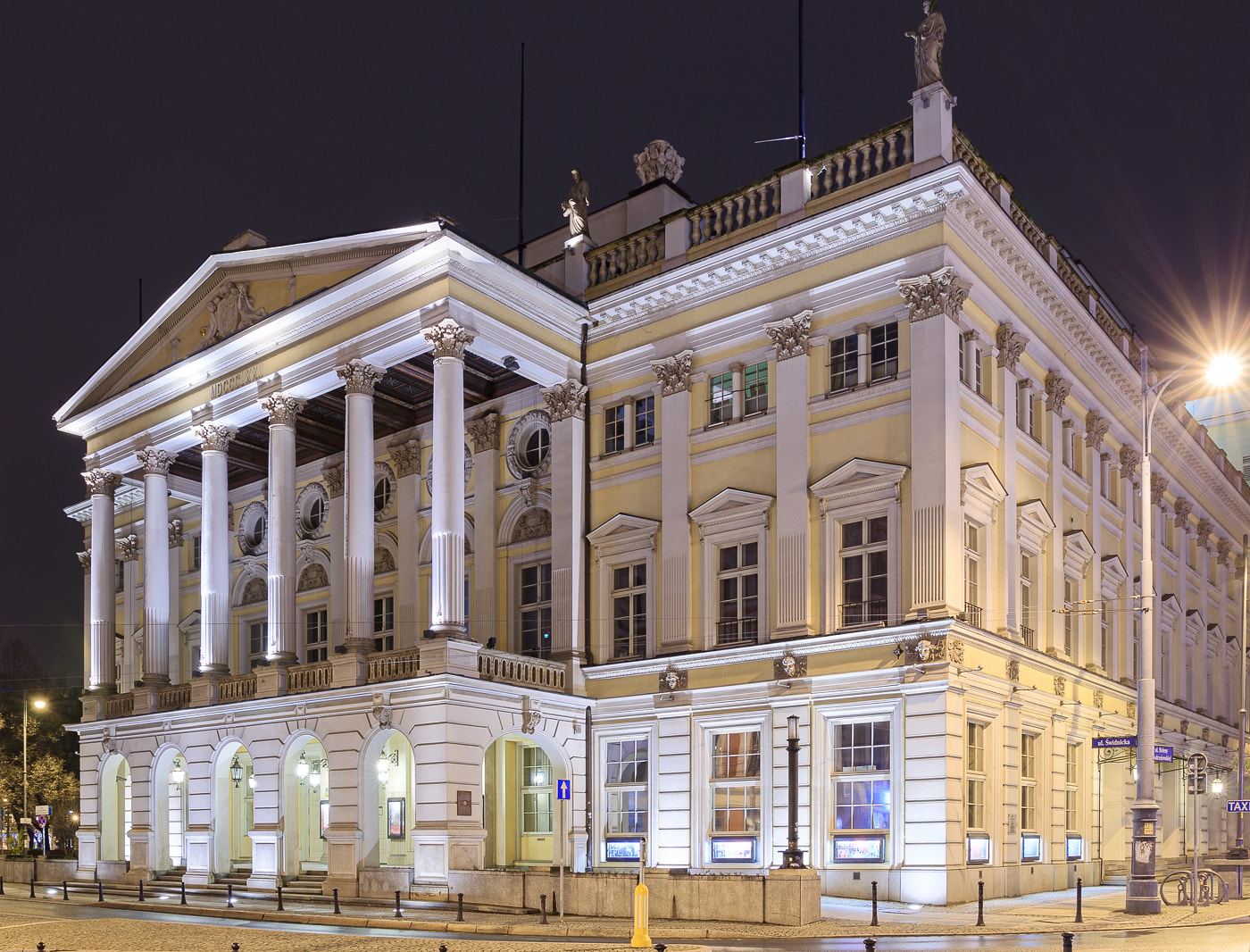
Wrocław-Operan

- Racławice Panorama, cyklorama av bland andra Wojciech Kossak, som visar Slaget vid Racławice 1794 mellan polska upprorsmän under Tadeusz Kościuszko och den ryska armén.
- Nationalmuseet, med äldre och modern konst
- Musikfestivalen Wratislavia Cantans, som från att ha varit en festival med tonvikt på oratorier, kantater och äldre musik, har fått en större bredd inom konstmusiken.
- Breslauer Schöps, är den vetebocköl som traditionellt tillverkats i staden. I exempelvis stadshusets källare låg ett bryggeri som levererade till Piwnica Świdnicka/Schweidnitz källare (en historisk restaurang). (Enligt ett talesätt så "om du inte har varit i Schweidnitz-källaren, har du inte varit i Breslau")

## Sevärdheter

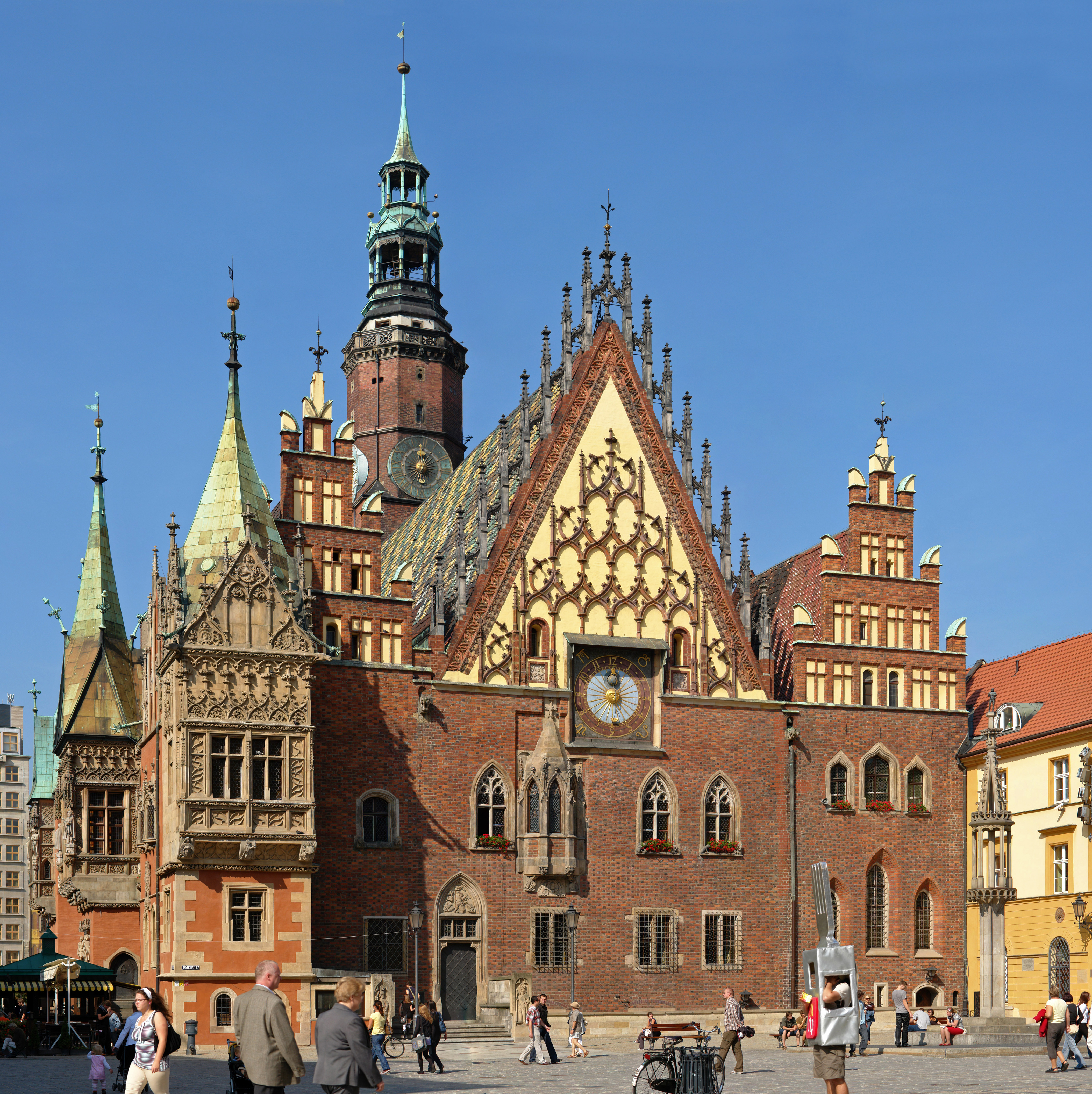
Rådhuset

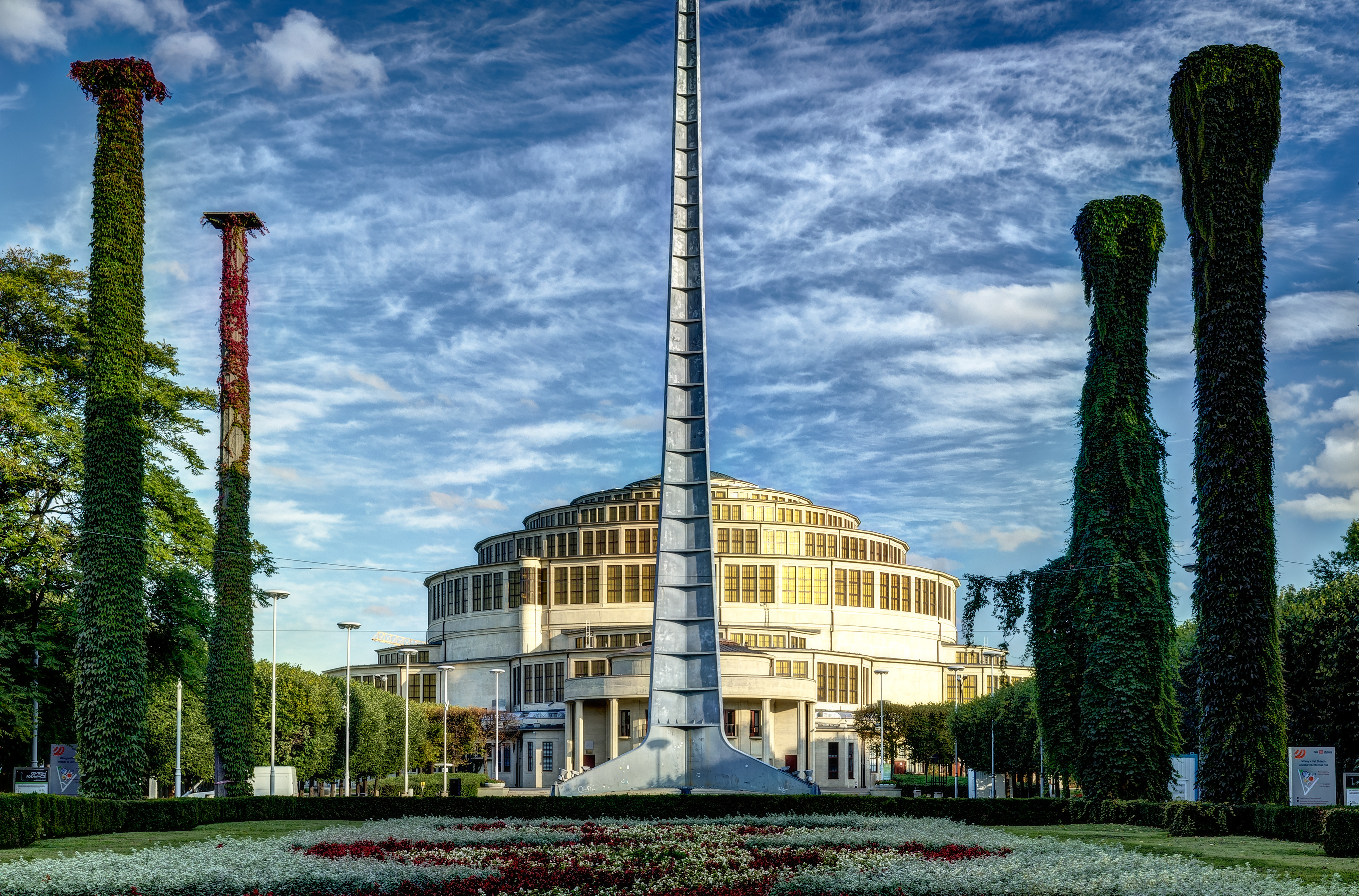
Hala Stulecia

- Utställnings- och evenemangshall - Hala Ludowa (Jahrhunderthalle) från 1913 - Unesco-världsarv
- Rådhuset från 1300-1500-talet med astronomiskt ur från 1569
- Stora torget (Rynek), med rådhuset och äldre borgarhusbebyggelse, och Salttorget. Kvarteren vid torget är centrum för stadens restaurang- och nattliv.
- Wrocławs kungliga slott, mellan 1750 och 1918 residens för de preussiska monarkerna i Breslau, i egenskap av hertigar av Schlesien. Palatset inrymmer idag Wrocławs stadshistoriska museum.
- Wrocławoperan, Opera Dolnośląska, finns i teaterbyggnaden i södra delen av den gamla staden, ritad av Carl Ferdinand Langhans.
- Domkyrkoön (Ostrów Tumski) med Johanneskatedralen, grundlagd 1244 men huvudsakligen fullbordad 1290-1330. Kyrkan är säte för Wrocławs romersk-katolska ärkestift.
- Sankta Elisabetskyrkan, byggd omkring 1245 och ombyggd på 1300-talet.
- Sankta Magdalenekyrkan, grundlagd 1226 och färdigställd på 1350-talet.
- Korskyrkan, grundad 1288
- Mariakyrkan på Sandön, grundad omkring 1330
- Matthiaskyrkan, uppförd av jesuiterna 1728–1740
- Wrocławs universitets huvudbyggnad och Leopold-aulan
- Panorama Raclawicka med panoramamålningen Slaget vid Raclawice  målad 1894.
- Centralstationen i nygotisk stil, ritad av W. Grapow och uppförd 1855–1857.
- Vallgraven med parken som omsluter stadskärnan. Wrocław är en grön stad med 25m² grön areal per invånare.
- Szczytnickiparken och den där belägna japanska trädgården (öppen från april till oktober)
- Det finns 12 öar och mer än 130 broar, varav den högsta är 122 meter hög, samt 5 floder (Oder/Odra, Oława, Ślęza, Bystrzyca och Widawa)

## Sport

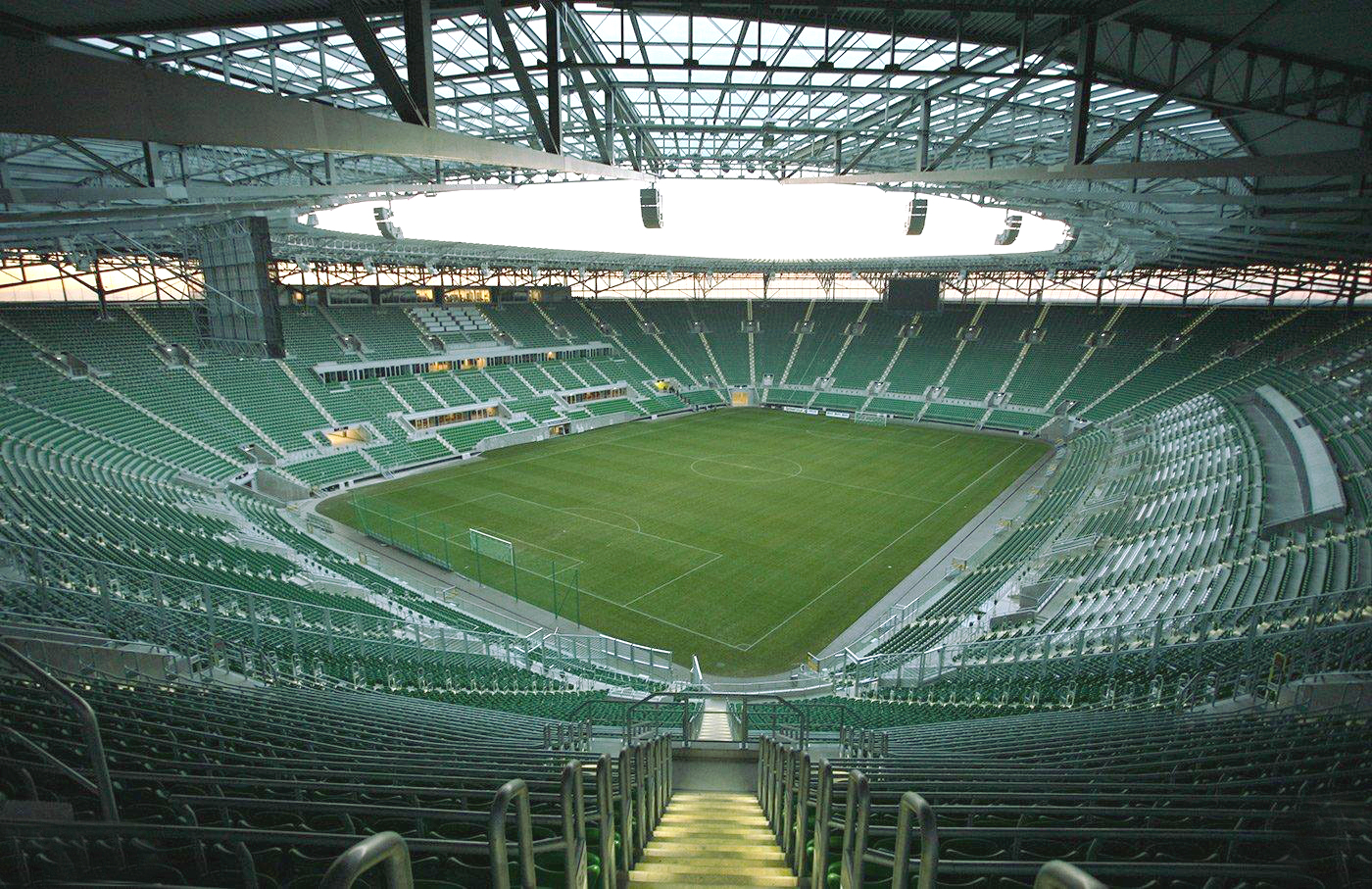
Wrocławs stadion

Den största idrottsföreningen i staden är Śląsk Wrocław, vars herrfotbollslag vann polska ligan senast 2012.
Wroclaw var värd Europamästerskapet i basket för herrar 1963 och 2009, Europamästerskapet i basket för damer 1999, Europamästerskapet i fotboll 2012, är värd för World Games 2017.
Varje år hålls Wroclaw Marathon.

## Näringsliv
- Arbetande 139 100 (varav 123 500 privatanställda) [när?][källa behövs]
- Registrerade arbetslösa 33 900 (3000 akademiker, 10 000 gymnasial nivå)[när?][källa behövs]

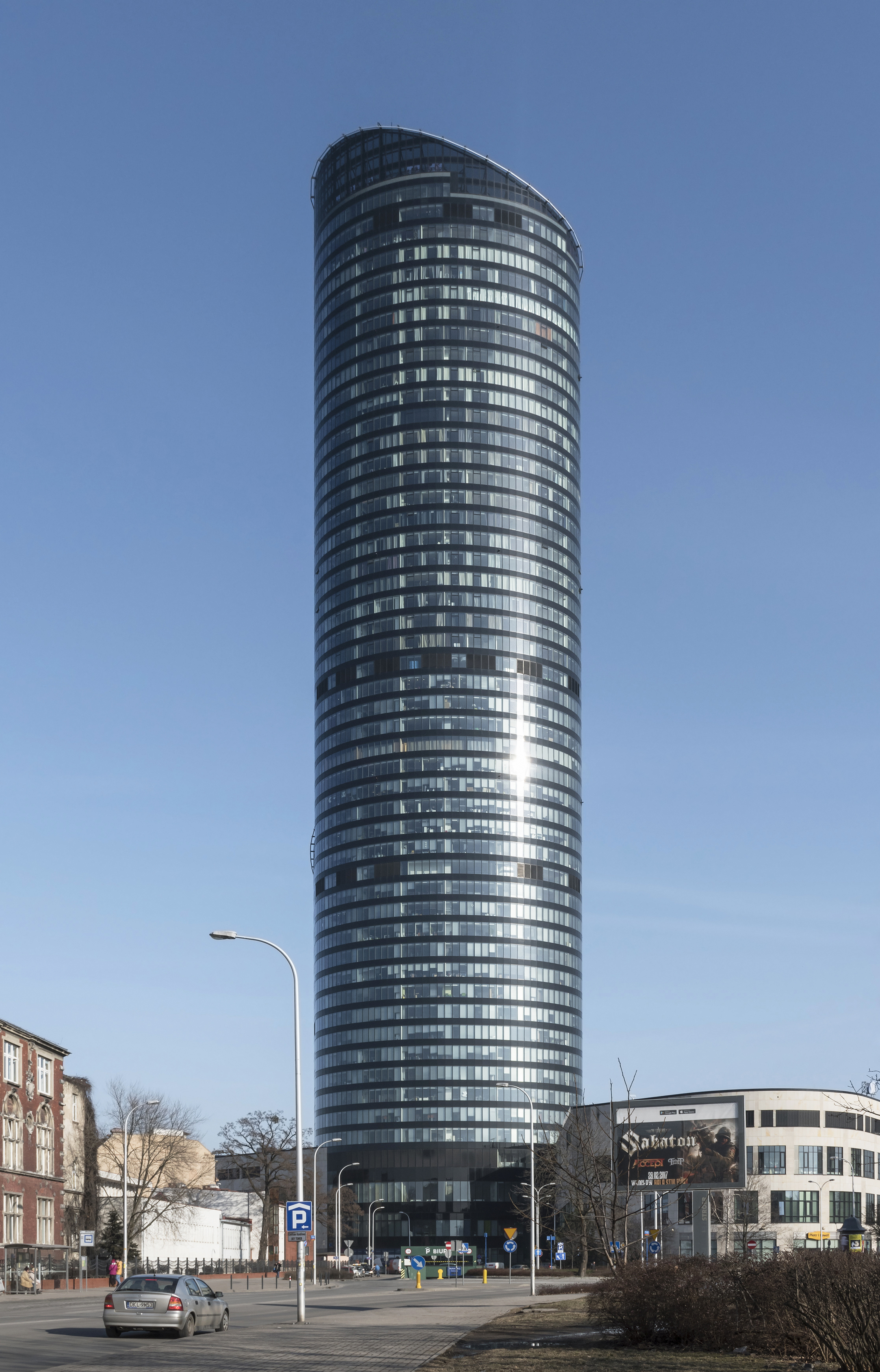
Sky Tower, 2017

Utländska investeringar tog fart i och med Polens inträde i EU och outsourcing-/offshore-trenden.
- Polmos Wrocław - vodka fabriken (Wratislavia vodka, Krakus vodka, Abstynent vodka, Läkarsprit 95%, 96%)
- Volvo har fabrik i Wroclaw sedan 1995
- WABCO
- 3M (majoritetsägare i Viscoplast)
- APSYS
- Whirlpool (Polar)
- Fagor (ägare i Wrozamet)
- ABB
- Maco Pharma
- Siemens
- Capgemini
- Hewlett-Packard
- Cadbury
- IKEA
- Makro Cash & Carry
- Castorama
- CARGILL
- Generall Bottlers
- Decathlon
- Mölnlycke
- Cussons (Polena)
- DeLaval
- Alstom
- MAN[6]

## Berömda personer från Breslau/Wrocław
- Dietrich Bonhoeffer, tysk teolog
- Christoph Eschenbach, tysk dirigent
- Antoni Grabowski, polsk esperantopionjär (studerade i den då tyska staden 1879-1881)
- Gustav Kirchhoff, tysk fysiker
- Ernst Ferdinand Klein, tysk jurist
- Otto Klemperer, tysk dirigent
- Ferdinand Lassalle, tyska socialdemokratins fader
- Theodor Lindner, tysk historiker
- Rosa Luxemburg, polsk-tysk marxist, politisk teoretiker och socialistisk filosof
- Rudolf Meidner, svensk ekonom
- Lina Morgenstern, tysk feminist
- Heinrich Müller-Breslau, tysk ingenjör, professor
- Manfred von Richthofen, flygarässet Röde baronen
- Angelus Silesius, tysk religiös mystiker och författare
- August Heinrich Simon, tysk politiker
- Paul Sorauer, tysk botaniker
- Jan Tomaszewski, polsk fotbollsmålvakt
- Albrecht Friedrich Weber, tysk orientalist
- Max Wirth, tysk nationalekonomisk skriftställare och publicist
- Christian von Wolff, tysk filosof och matematiker
- Karl Ludwig von Zanth, tysk arkitekt
- Arnold Oskar Meyer, tysk historiker, professor
- Cécil von Renthe-Fink, tysk diplomat

### Nobelpristagare
- 1902 Theodor Mommsen, litteratur (tyska kejsartiden)
- 1905 Philipp Lenard, fysik (tyska kejsartiden)
- 1907 Eduard Buchner, kemi (tyska kejsartiden)
- 1908 Paul Ehrlich, medicin (tyska kejsartiden)
- 1912 Gerhart Hauptmann, litteratur (tyska kejsartiden)
- 1918 Fritz Haber, kemi (tyska weimartiden)
- 1931 Friedrich Bergius, kemi (tyska weimartiden)
- 1943 Otto Stern, fysik (tyska "tredje riket")
- 1954 Max Born, fysik
- 1994 Reinhard Selten, ekonomi

## Befolkningsutveckling
Folkmängd:
- 1910: 528 000
- 1933: 625 198 [8]
- 1940: 615 000
- 1946: 171 000
- 1950: 304 000
- 1958: 355 000
- 1966: 481 000
- 2003: 638 000
- 2007: 689 280

## Kommunikationer

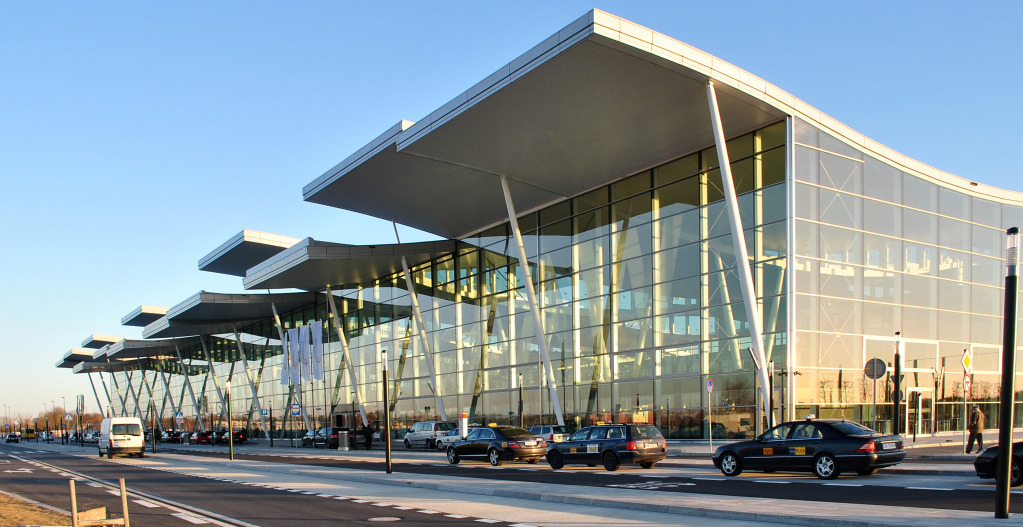
Wrocław-Copernicus flygplats

### Flygplats
Staden har en internationell flygplats, Wrocław-Copernicus flygplats.

### Järnvägar
Centralstationen Wrocław Główny är en viktig järnvägsknut i Polen. Från denna station avgår fjärrtåg till stora delar av Polen och till internationella destinationer, bland annat Berlin. Stationen är också central knutpunkt för regionaltrafiken i Nedre Schlesiens vojvodskap.

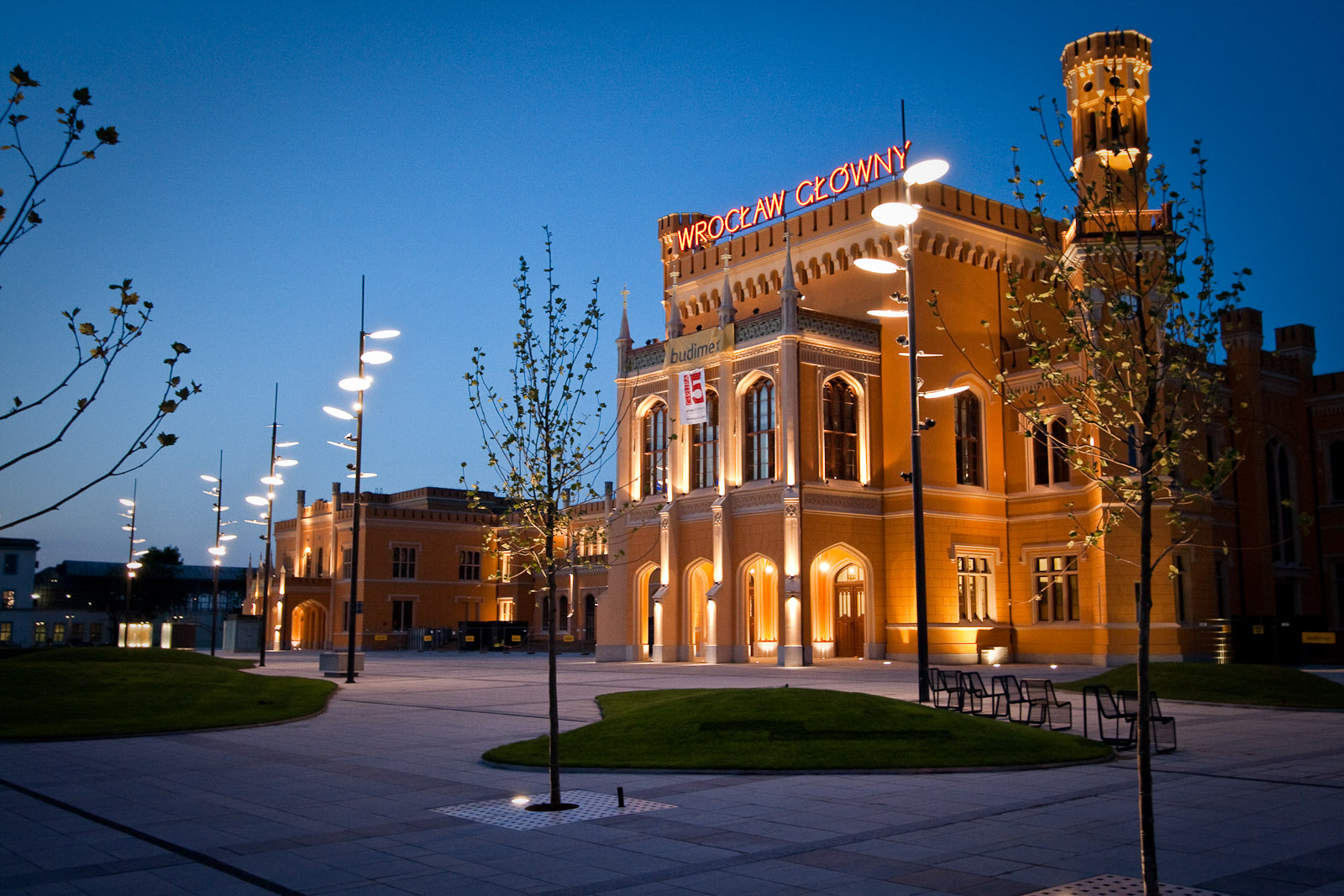
Wrocław Główny

### Vägar
Genom Wrocław går motorvägen A4. Avsnittet från Berlin till Wrocław byggdes redan under 1930-talet som en del i det då tänkta tyska motorvägssystemet. Motorvägen blev sedan polsk då området övergick till Polen 1945. Under senare år har stora renoveringsarbeten pågått på denna motorväg som i praktiken fungerar som en polsk länk till det tyska motorvägsnätet.

### Spårväg
Wrocław har ett utbyggt nät av spårvägar.

## Översvämningarna
Staden har drabbats av flera stora översvämningar då Odra / Oder svämmat över:
1179, 1454, 1464, 1501, 1515, 1595, 1729, 1736, 1785, 1804, 1813, 1829, 1834, 1854, 1903, 1997 och 2010. Vid översvämningen 1997 var de lägre belägna delarna av stadskärnan under vatten.